# قناة هوليوود
قنال هوليوود (بالإسبانية: Canal Hollywood)‏ أو قناة هوليوود (بالإنجليزية: Hollywood Channel)‏ هي قناة تلفزيونية مدفوعة خاصة بعرض الأفلام، متاحة عبر البث الفضائي والكبلي في إسبانيا والبرتغال. في البداية كانت قناة واحدة تبث برامجها في شبه الجزيرة الإيبيرية باللغة الإسبانية والبرتغالية، ثم انقسمت فيما بعد لتصبح قناة خاصة بإسبانيا وأخرى بالبرتغال، وفي 2011 ارتقت هذه القناة للبث بتقنية HD.